# کوام آیو
کوام آیو (انگلیسی: Kwame Ayew؛ زادهٔ ۲۸ دسامبر ۱۹۷۳) بازیکن فوتبال اهل غنا بود.
از باشگاه‌هایی که در آن بازی کرده‌است می‌توان به باشگاه فوتبال گوانگ‌ژو سیتی، باشگاه فوتبال بوآویشتا، باشگاه فوتبال ویتوریا ستوبال، باشگاه فوتبال لیریا، باشگاه فوتبال بیجینگ رن، باشگاه فوتبال اسپورتینگ پرتغال، باشگاه ورزشی الاهلی قطر، باشگاه ورزشی کوکائلی اسپور، باشگاه فوتبال لچه، و باشگاه فوتبال متس اشاره کرد.
وی همچنین در تیم ملی فوتبال غنا بازی کرده‌است.